# 13895 Letkasagjonica
13895 Letkasagjonica eller 2168 T-2 är en asteroid i huvudbältet som upptäcktes den 29 september 1973 av den nederländsk-amerikanske astronomen Tom Gehrels och det nederländska astronomparet Ingrid van Houten-Groeneveld och Cornelis Johannes van Houten vid Palomarobservatoriet. Den är uppkallad efter Anna Leticia Rosales Chase, Agustin Rosales Chase, Kassia Elizabeth Rosales Chase, John Arthur Rosales Chase och Nicolas Rosales Chase.
Asteroiden har en diameter på ungefär 4 kilometer och den tillhör asteroidgruppen Koronis.